# Соприкасающаяся кривая

Кривая C содержит точку P, в которой радиус кривизны равен r. В точке P к кривой проведена касательная. Соприкасающаяся окружность касается кривой C в точке P

Соприкасающаяся кривая — в дифференциальной геометрии
кривая, принадлежащая определённому семейству и имеющая наивысший возможный порядок касания с другой кривой.
Другими словами, если  F является семейством гладких кривых,  C является гладкой кривой (не обязательно принадлежащей F), а p представляет точку на C, то соприкасающаяся кривая из  F в точке p является такой кривой семейства F, что она проходит через точку p и имеет наибольшее возможное число производных в точке p, равных производным C.
Термин[какой?] происходит от латинского слова "osculum" (поцелуй), поскольку в этом случае две кривые проходят более тесно друг к другу, чем при простом касании.

## Примеры
Ниже приведён ряд примеров соприкасающаяся кривых различных порядков.
- Касательная к кривой C в точке p является соприкасающаяся кривой из семейства прямых. Касательная имеет общую с кривой C первую производную, то есть обладает касанием первого порядка.[1][2][4]
- Соприкасающаяся окружность кривой C в точке p является соприкасающаяся кривой из семейства окружностей. Соприкасающаяся окружность обладает общими первой и второй производной (наклон и кривизна) с кривой C.[1][2][4]
- Соприкасающаяся парабола кривой C в точке p является оскулирующей кривой из семейства парабол и имеет касание третьего порядка с данной кривой C.[2][4]
- Соприкасающаяся коническое сечение кривой C в точке p является соприкасающейся кривой из семейства конических сечений и имеет касание четвёртого порядка с данной кривой C.[2][4]

## Обобщения
Понятие соприкасающаяся кривой можно обобщить на пространства более высоких размерностей и для объектов, не являющихся кривыми в таких пространствах. Например, соприкасающаяся плоскость для пространственной кривой представляет собой плоскость, обладающую касанием второго порядка с данной кривой. В общем случае это наиболее высокий порядок.